# Hule
L'hule és un teixit impermeable recobert de pintura a l'oli i envernissat que es fa servir sobretot com a estovalla (cobretaula d'hule), de vegades a sota d'un altre de roba més elaborat. De vegades també s'usa per a fer objectes ben diferents, com per exemple cintes mètriques (que típicament són de color groc, amb els nombres en negre), bosses, fundes per a cadires de bicicleta, etc. i per a protegir eines i equipaments de ferreteria i jardineria.